# 氢化镍
氢化镍是一种无机化合物，化学式为NiH2，为黑色晶体。

## 制备
氢化镍可由二苯基镍和氢气反应得到：
Ni(C6H5)2 + 2 H2 → NiH2 + 2 C6H6

## 性质
氢化镍是黑色晶体，在醚溶液中稳定。它对热不稳定，0 °C时即可分解：
NiH2 → Ni + H2
也能和水反应，生成氢氧化镍并放出氢气。
NiH2 + 2 H2O → Ni(OH)2 + H2